# Pliorbitoina
Pliorbitoina es un género de foraminífero bentónico considerado un sinónimo posterior de Pliolepidina de la subfamilia Lepidocyclininae, de la familia Lepidocyclinidae, de la superfamilia Asterigerinoidea, del suborden Rotaliina y del orden Rotaliida. Su especie tipo era Lepidocyclina (Pliolepidina) tobleri. Su rango cronoestratigráfico abarca el Aquitaniense (Mioceno inferior).

## Discusión
Pliorbitoina fue propuesto como un subgénero de Orbitoina, es decir, Orbitoina (Pliorbitoina).

## Clasificación
Pliorbitoina incluía a la siguiente especie:
- Pliorbitoina tobleri †